# بايجينهو
بايجينهو معناها («القبلة الصغيرة» بالبرتغالية)، والمعروفة أيضًا باسم برانكوينهو ، هي حلوى برازيلية نموذجية لحفلات عيد الميلاد  محضرة بالحليب المكثف، وجوز الهند المجفف المبشور والمغطى بالقرنفل في كثير من الأحيان.
بايجينهو هي نسخة جوز الهند من بريغاديرو البرازيلي. عند لفها، يمكن تغطيتها بالسكر الحبوب أو جوز الهند المبشور.
يُعتقد  أن بايجينهو كان يُطلق عليه في الأصل «قبلة نون» وكان يُصنع سابقًا باللوز والماء والسكر.